# Jalón (folyó)
A Jalón (latin nyelven: Salo) egy folyó északkelet Spanyolországban. Az Ebro folyó legfontosabb mellékfolyója. A 224 km hosszúságú folyónak a vízgyűjtő területe 9338 km².

## Mellékfolyói
- Río Nájima
- Manubles river
- Piedra river
- Monegrillo
- Rambla de Ribota
- Perejiles river
- Barranco de la Bartolina
- Grio river
- Río Henar
- Río Mediano
- Jiloca
- Aranda river
- Barranco de los Hornillos